# Pareledone felix
Pareledone felix is een inktvissensoort uit de familie van de Octopodidae. De wetenschappelijke naam van de soort is voor het eerst geldig gepubliceerd in 2007 door Allcock, Strugnell, Prodohl, Piatkowski & Vecchione.